# Combiné nordique aux Deaflympics
Le combiné nordique aux Deaflympics d'hiver est une discipline olympique aux Deaflympics d'hiver de 1953 à Oslo et aux Deaflympics d'hiver de 1955 à Oberammergau. Les champions en titre sont chez les hommes la Norvège.

## Histoire
On note que deux éditions de cette épreuve et on compte que six sportifs, pour cette épreuve: cinq norvégiens et un yougoslave.

## Unique épreuve
Le 15 km individuelle est une ancienne épreuve du combiné nordique et elle est l'unique d'épreuve du combiné nordique pour les Deaflympics.

## Palmarès

### Hommes
Le tableau suivant retrace pour chaque édition de la compétition le palmarès du tournoi et la nation hôte.
| N°                   | Édition                     | Ville hôte   | Or              | Argent       | Bronze          |
| -------------------- | --------------------------- | ------------ | --------------- | ------------ | --------------- |
| 1                    | Deaflympics d'hiver de 1953 | Oslo         | Finn Olav Gjøen | Per Sikko    | Asbjørn Kjøsnes |
| 2                    | Deaflympics d'hiver de 1955 | Oberammergau | Finn Olav Gjøen | Osvald Olsen |                 |
| Fin de cette épreuve |                             |              |                 |              |                 |

## Tableau des médailles

### Hommes
| Rang | Nation          | Or | Argent | Bronze | Total |
| ---- | --------------- | -- | ------ | ------ | ----- |
| 1    | Finn Olav Gjøen | 2  | 0      | 0      | 2     |
| 2    | Per Sikko       | 0  | 1      | 0      | 1     |
| 2    | Osvald Olsen    | 0  | 1      | 0      | 1     |
| 4    | Asbjørn Kjøsnes | 0  | 0      | 1      | 1     |